# Anséric VI de Montréal
Anséric VI de Montréal (né vers 1200 - † avant 1234) est seigneur de Montréal au début du XIIIe siècle. Il est le fils d'Anséric V de Montréal, seigneur de Montréal, et de Nicolette de Vergy.

## Biographie
En 1228, accorde aux habitants de Montréal une charte d'affranchissement qui leur offre de grandes immunités

## Mariage et enfants
En 1225, il épouse Agnès de Thil, fille de Guy, Seigneur de Thil, et de son épouse Luce, dont il a trois enfants :
- Anséric VII de Montréal, qui succède à son père.
- Seguin de Montréal, cité comme chevalier hospitalier à la commanderie de Pontaubert en 1242.
- Jean de Montréal, Seigneur de Beauvoir et de Chastellux : souche des Beauvoir-Chastellux (plutôt que son arrière-grand-oncle Guy ?).

## Source
- Ernest Petit, Histoire des ducs de Bourgogne de la race capétienne, 1889.
- Ernest Petit, Seigneurie de Montréal-en-Auxois, 1865.